# Okostna

Przekrój przez kość (okolica nasady)

Okostna (łac. periosteum) – błona pokrywająca od zewnątrz większą część kości (oprócz powierzchni stawowych), silnie unaczyniona i unerwiona. Składa się z włóknistej warstwy zewnętrznej i wewnętrznej warstwy rozrodczej, zawierającej komórki kościotwórcze. Funkcją okostnej jest ochrona i odżywianie kości, a także wytwarzanie tkanki kostnej w okresie rozwoju (przyrost kości na grubość) i regeneracja ubytków, np. po złamaniu.